# Un Natale a sorpresa
Un natale a sorpresa (Christmas Caper) è un film televisivo statunitense del 2007, con protagonista Shannen Doherty.

## Trama
Dopo un colpo andato male, Kate torna nel nativo Connecticut per le vacanze di Natale. Qui, risponde alla richiesta d'aiuto della sorella Savanaah di badare ai suoi tre figli mentre lei è con il marito bloccata alle Bahamas per un volo cancellato. In questa occasione, Kate rincontrerà vecchi compagni di scuola e antichi amori, ma la sua indole poco incline alle buone azioni e agli stucchevoli sentimenti che il periodo natalizio porta in tutte le persone, cozza un po' con tutto ciò che Kate si trova a dover affrontare.